# Zährte
Die Zährte (Vimba vimba), auch Rußnase genannt, ist ein autochthoner Schwarmfisch, der innerhalb der Familie der Karpfenfische (Cyprinidae) zur Gattung Vimba gehört. 

## Merkmale
Der schlanke, als Speisefisch genutzte Fisch wird etwa 20 bis 35 cm, seltener auch bis 50 cm lang, 5 bis 10 cm hoch und wiegt 700 bis 1.000 g. Er hat einen gestreckten, seitlich schwach abgeflachten Körper. Die Kopfspitze ist nasenartig verlängert und trägt eine schwarze Färbung, was dem Fisch den umgangssprachlichen Namen Rußnase verleiht.

Das Maul der Zährte ist hufeisenförmig gebogen und unterständig, die Unterlippe ist ohne Hornränder ausgebildet und die Schlundzähne stehen einreihig. Die Augen sind relativ groß. Die Rückenflosse ist 11- oder 12-strahlig, wovon 3 Strahlen als Stachel ausgebildet sind, und die Afterflosse 19- bis 25-strahlig inklusive 3 Stacheln. Die stark konkave Schwanzflosse ist 19-strahlig. Charakteristisch für diesen Fisch sind die scharfen Kielschuppen hinter der Rückenflosse. Entlang der Seitenlinie besitzt er etwa 53 bis 61 Schuppen. 

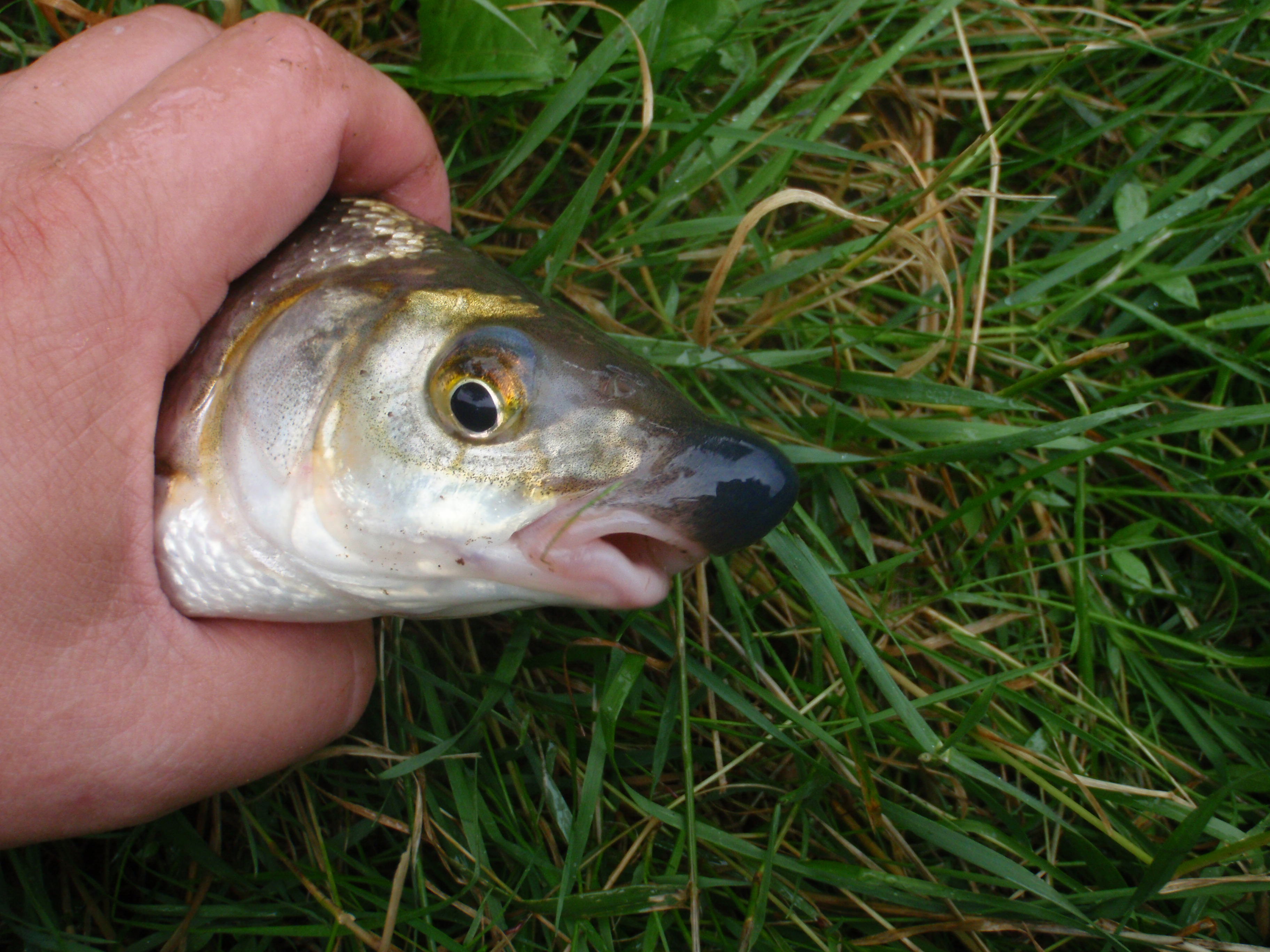
Porträt einer Zährte

Der Rücken der Zährte ist dunkelgrau bis bläulich, während die Flanken heller und meist rötlich getönt sind und silbern glänzen. Der Bauch ist orangefarben bis silberweiß. Brust-, Bauch- und Afterflossen sind gelblich mit rötlich getönter Basis.

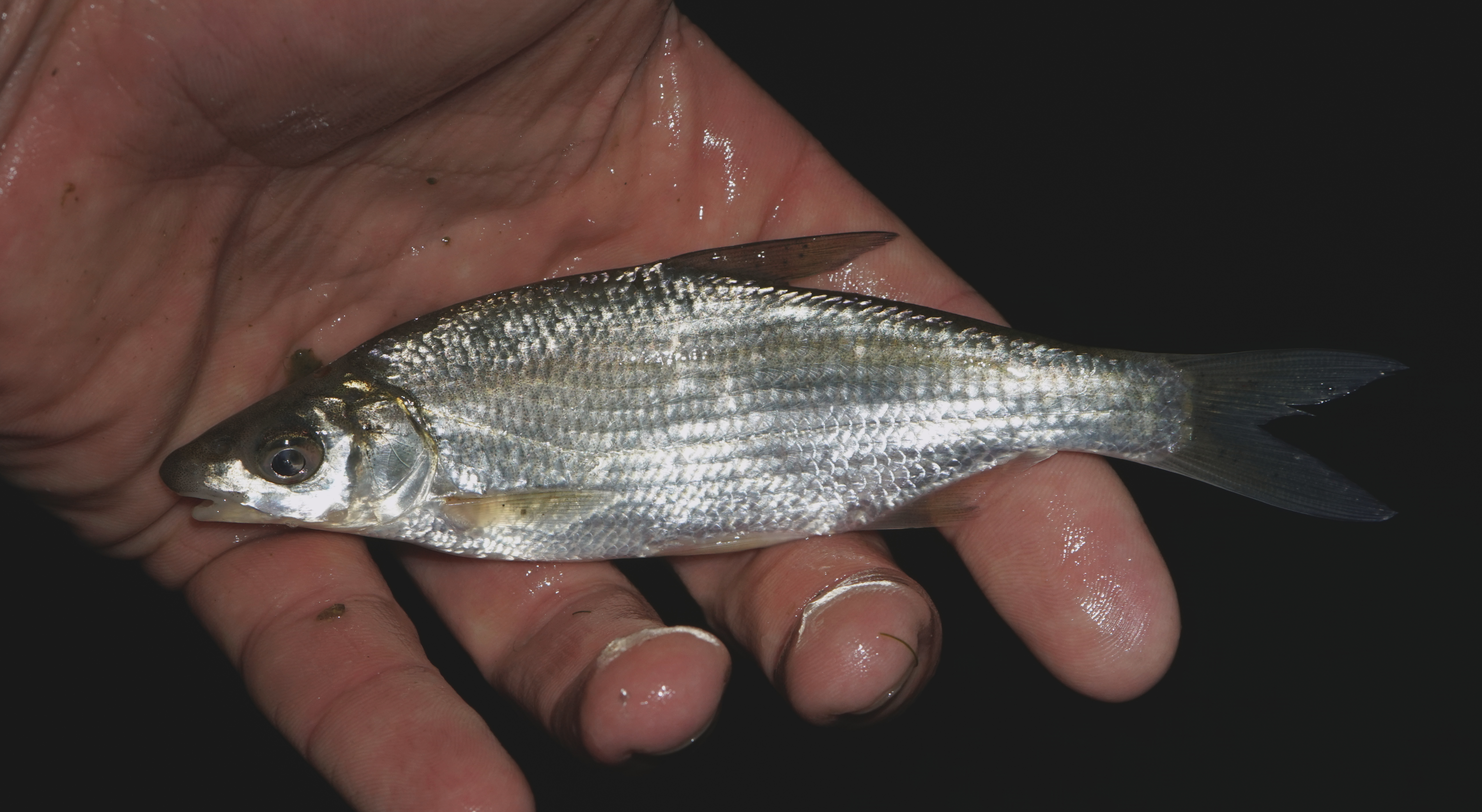
Die Zährte hat eine längere Analflosse als die Nase

## Vorkommen
Die Zährte lebt gesellig – teils als Stand-, teils als Wanderform – vor allem am Grund langsam fließender Unterläufe der großen Flüsse, die in die Nordsee, die Ostsee, das Schwarze und das Kaspische Meer münden. Im Norden sind sie bis Südfinnland und Südschweden verbreitet, in Dänemark fehlt sie. Gelegentlich kommt sie auch im Brackgewässer vor.

## Ernährung
In der stillen Uferzone suchen sie nach Nahrung, diese besteht hauptsächlich aus Insektenlarven und anderen Kleintieren, wie Muscheln, Würmern und Schnecken. Aber auch pflanzliche Nahrung wird genommen.

## Fortpflanzung
In der Laichzeit, von Mitte April bis Ende Juli, unternehmen die Zährten eine Laichwanderung flussaufwärts bis in die Barbenregion. Währenddessen verfärben sich die Männchen – sie haben dann einen schwarzen Kopf und eine bis zur Seitenlinie schwarze Körperoberseite. Die Bauchseite ist bis zum Maul hin orangefarben bis rot. Brust-, Bauch und Afterflossen leuchten ebenfalls orangefarben bis rötlich, während Rücken- und Schwanzflossen sich dann schwarz bis blauschwarz verfärben.
In flachen kiesigen oder pflanzenreichen Uferbereichen laichen die Zährten ab. Die Eiablage erfolgt zumeist nachts und von Mal zu Mal, insgesamt werden 80.000 bis 300.000 klebrige Eier von ø 1,4 mm auf sandiges oder kiesiges Substrat abgelegt, wo sie haften bleiben. Nachdem das Männchen den Laich besamt hat, kehren die Zährten wieder in ihre angestammten Heimatgewässer zurück. Die Larven leben ebenfalls am Boden.

## Gefährdung und Schutz
Laut IUCN wird die Zährte international als „nicht gefährdet“ geführt.